# Nombre congruent
En mathématiques, et plus précisément en théorie des nombres, un entier positif {\displaystyle n} est dit congruent s'il existe un triangle rectangle dont les trois côtés sont des nombres rationnels et dont l'aire est {\displaystyle n}. Autrement dit {\displaystyle n} est un nombre congruent si et seulement s'il existe {\displaystyle a,b,c\in \mathbb {Q} } tels que {\displaystyle a^{2}+b^{2}=c^{2}} et {\displaystyle n=ab/2}. Montrer qu'un entier donné n'est pas congruent est un problème difficile, non encore résolu en 2022 dans le cas général.

## Historique
Dans son Livre des carrés, Leonardo Fibonacci définit la notion de nombre congruent, en montrant que 5 est congruent (il résout le problème équivalent de trouver trois carrés rationnels en progression arithmétique de raison 5), mais ces questions avaient déjà été abordées par les Grecs (en particulier chez Diophante), et on en retrouve même la trace dans des problèmes babyloniens. Au milieu du XVIIe siècle, Pierre de Fermat a montré que 1 n'est pas congruent ; c'est à cette occasion qu'il a exposé sa méthode de descente infinie. En 1879, Samuel Roberts, utilisant la méthode de Fermat, obtient divers résultats partiels, par exemple le fait qu'aucun nombre premier de la forme 8k + 3 n'est congruent,. En 1983, Tunnell (en) obtient une condition nécessaire simple (en) (satisfaite en particulier par tout nombre congru modulo 8 à 4, 5 ou 6) pour qu'un nombre soit congruent, et montre que cette condition est suffisante si la conjecture de Birch et Swinnerton-Dyer est vraie pour certaines courbes elliptiques ; il est possible de vérifier numériquement cette conjecture dans un grand nombre de cas particuliers, ce qui a permis d'établir la liste des nombres congruents jusqu'à 10 000 ; en 2009, admettant la conjecture, des listes allant jusqu'à {\displaystyle 10^{12}} ont pu être établies.

## Analyse élémentaire
La définition la plus simple d'un nombre congruent est que c'est la raison d'une progression arithmétique entre trois carrés de nombres rationnels, autrement dit que n est congruent s'il existe trois rationnels x, y et z tels que {\displaystyle z^{2}-y^{2}=y^{2}-x^{2}=n}. Si a, b et c sont les trois côtés d'un triangle rectangle, et donc que {\displaystyle a^{2}+b^{2}=c^{2}}, on voit que, posant x = a – b, y = c et z = a + b, la condition précédente est satisfaite avec n = 2ab, ce qui montre que le nombre n/4 = ab/2, qui est l'aire du triangle, est congruent ; on en déduit une seconde définition : un entier est congruent si c'est l'aire d'un triangle rectangle à côtés rationnels. Il en résulte qu'aucun nombre congruent n'est un carré parfait (c'est l'une des formulations du théorème de Fermat sur les triangles rectangles).
Utilisant le paramétrage classique du cercle unité {\displaystyle x={\frac {2t}{t^{2}+1}},y={\frac {t^{2}-1}{t^{2}+1}}} et a = cx, b = cy, on en déduit que n est congruent s'il existe x et y rationnels non nuls tels que {\displaystyle ny^{2}=x^{3}-x}, ou, de manière équivalente, si l'équation {\displaystyle y^{2}=x^{3}-n^{2}x} admet une solution rationnelle non nulle.

## Relations avec les courbes elliptiques
Le résultat précédent montre que n est congruent si et seulement s'il existe des points rationnels (distincts de {\displaystyle (0,0)}) sur la courbe d'équation {\displaystyle ny^{2}=x^{3}-x} (ou sur la courbe {\displaystyle y^{2}=x^{3}-n^{2}x}) ; cette courbe est une courbe elliptique, et ce type de question, déjà abordé dès le XIXe siècle, a fait d'importants progrès à partir des années 1960 grâce aux méthodes de la géométrie algébrique. L'utilisation du groupe de la courbe permet, connaissant un point rationnel, d'en trouver d'autres, mais l'existence ou non de points rationnels est beaucoup plus difficile à établir. Une application du théorème de la progression arithmétique permet de montrer qu'un tel point existe si et seulement si la courbe est de rang > 0, ce qui permet d'aboutir au théorème de Tunnell (en) donnant la condition pour que n soit congruent en fonction du nombre de solutions entières d'une équation simple à résoudre, condition démontrée nécessaire, et suffisante si la conjecture de Birch et Swinnerton-Dyer est vraie pour ces courbes elliptiques.

## Petits nombres congruents

Triangle rectangle

Les nombres congruents n ≤ 20 sont 5, 6, 7, 13, 14, 15, 20. Les valeurs des côtés a, b et c d'un triangle rectangle correspondant sont :
| {\displaystyle n}  | {\displaystyle a}                   | {\displaystyle b}                  | {\displaystyle c}                       |
| ------------------ | ----------------------------------- | ---------------------------------- | --------------------------------------- |
| {\displaystyle 5}  | {\displaystyle {\tfrac {3}{2}}}     | {\displaystyle {\tfrac {20}{3}}}   | {\displaystyle {\tfrac {41}{6}}}        |
| {\displaystyle 6}  | {\displaystyle 3}                   | {\displaystyle 4}                  | {\displaystyle 5}                       |
| {\displaystyle 7}  | {\displaystyle {\tfrac {35}{12}}}   | {\displaystyle {\tfrac {24}{5}}}   | {\displaystyle {\tfrac {337}{60}}}      |
| {\displaystyle 13} | {\displaystyle {\tfrac {780}{323}}} | {\displaystyle {\tfrac {323}{30}}} | {\displaystyle {\tfrac {106921}{9690}}} |
| {\displaystyle 14} | {\displaystyle {\tfrac {8}{3}}}     | {\displaystyle {\tfrac {21}{2}}}   | {\displaystyle {\tfrac {65}{6}}}        |
| {\displaystyle 15} | {\displaystyle 4}                   | {\displaystyle {\tfrac {15}{2}}}   | {\displaystyle {\tfrac {17}{2}}}        |

Pour tout triplet pythagoricien (a, b, c), l'entier n = ab/2 est congruent. Par exemple : {\displaystyle 3^{2}+4^{2}=5^{2}} donc l'entier {\displaystyle {\frac {3\times 4}{2}}=6} est congruent ; de même, l'entier {\displaystyle {\frac {9\times 40}{2}}=180} est congruent.
Tout entier quotient (ou produit) d'un nombre congruent par un carré parfait est encore un nombre congruent. Un nombre congruent est dit primitif s'il est sans facteur carré. Par exemple, les entiers {\displaystyle 6} et {\displaystyle {\frac {180}{6^{2}}}=5} sont congruents primitifs.
| Statut des nombres inférieurs à 48                                                                      | Statut des nombres inférieurs à 48                                                                      | Statut des nombres inférieurs à 48                                                                      | Statut des nombres inférieurs à 48                                                                      | Statut des nombres inférieurs à 48                                                                      | Statut des nombres inférieurs à 48                                                                      | Statut des nombres inférieurs à 48                                                                      | Statut des nombres inférieurs à 48                                                                      | Statut des nombres inférieurs à 48                                                                      |
| NCP : non congruent sans facteur carré NCP×k2 : non congruent CP : congruent primitif CP×k2 : congruent | NCP : non congruent sans facteur carré NCP×k2 : non congruent CP : congruent primitif CP×k2 : congruent | NCP : non congruent sans facteur carré NCP×k2 : non congruent CP : congruent primitif CP×k2 : congruent | NCP : non congruent sans facteur carré NCP×k2 : non congruent CP : congruent primitif CP×k2 : congruent | NCP : non congruent sans facteur carré NCP×k2 : non congruent CP : congruent primitif CP×k2 : congruent | NCP : non congruent sans facteur carré NCP×k2 : non congruent CP : congruent primitif CP×k2 : congruent | NCP : non congruent sans facteur carré NCP×k2 : non congruent CP : congruent primitif CP×k2 : congruent | NCP : non congruent sans facteur carré NCP×k2 : non congruent CP : congruent primitif CP×k2 : congruent | NCP : non congruent sans facteur carré NCP×k2 : non congruent CP : congruent primitif CP×k2 : congruent |
| n | 1 | 2 | 3 | 4 | 5 | 6 | 7 | 8 |
| --- | --- | --- | --- | --- | --- | --- | --- | --- |
| | NCP | NCP | NCP | 1×22 | CP | CP | CP | 2×22 |
| n | 9 | 10 | 11 | 12 | 13 | 14 | 15 | 16 |
| | 1×32 | NCP | NCP | 3×22 | CP | CP | CP | 1×42 |
| n | 17 | 18 | 19 | 20 | 21 | 22 | 23 | 24 |
| | NCP | 2×32 | NCP | 5×22 | CP | CP | CP | 6×22 |
| n | 25 | 26 | 27 | 28 | 29 | 30 | 31 | 32 |
| | 1×52 | NCP | 3×32 | 7×22 | CP | CP | CP | 2×42 |
| n | 33 | 34 | 35 | 36 | 37 | 38 | 39 | 40 |
| | NCP | CP | NCP | 1×62 | CP | CP | CP | 10×22                                                                                                   |
| n | 41 | 42 | 43 | 44 | 45 | 46 | 47 | 48 |
| | CP | NCP | NCP | 11×22                                                                                                   | 5×32 | CP | CP | 3×42 |